# Maria Josep Balsach i Peig
Maria Josep Balsach i Peig (Sabadell, 1956) és una historiadora de l'art i poetessa, especialitzada en art contemporani i en l'obra de Joan Miró, catedràtica de la Universitat de Girona. Filla de Llorenç Balsach i Grau i de Maria Dolors Peig i Plans, és germana del compositor Llorenç Balsach. El 2019 va ser comissària de l'exposició Llorenç Balsach i Grau (1922-1993). Industrial, pintor, col·leccionista, al Museu d'Art de Sabadell.

## Obres
- Eprath (1982)
- Poemes de Brisgòvia (1992)
- per a les publicacions científiques vegeu: «Obra de Maria Josep Balsach i Peig» a Dialnet.

## Premis
- Premi Espais 1988 a la Crítica d'Art per l'assaig L'art immaterial d'Arnold Schönberg.[6]
- Premi Ciutat de Barcelona d'assaig l'any 2007, per Joan Miró. Cosmogonies d'un món originari, assaig que «mostra la subtil interpretació del món simbòlic mironià, afavorida per una magnífica edició»,[7][8] segons Álvaro de la Rica «un treball magistral».[2]